# Зденка Зикова
Зденка Зикова (Праг, 2. фебруар 1905 — Праг, 3. јун 1990) је била оперска певачица, сопран.

## Биографија
Певање је студирала у Бечу и Прагу. Дебитовала је у Прагу, а затим била чланица опере у Љубљани (1922—26), Загребу (1926—30), Прагу (1930—34), Бечу (1934-40) и Београду (1940—59). Гостовала ју у многим земљама Европе и у САД.
У њеном репертоару који је обухватао улоге лирских и драмских сопрана истичу се Јарослава (Бородин, Кнез Игор), Русалка (Дворжак Русалка), Аида (Верди Аида), Елза (Вагнер Лоенгрин), Мими (Пучини Боеми, Татјана (Чајковски, Евгеније Оњегин).
Од 1964. године била је редовни професор соло-певања на Музичкој академији у Београду